# Marsella (estación)
La estación sencilla Marsella hace parte del sistema de transporte masivo de Bogotá llamado TransMilenio inaugurado en el año 2000.

## Ubicación
La estación está ubicada en el sector de la zona industrial de la ciudad, más específicamente sobre la Avenida de Las Américas entre carreras 69 y 70A. Se accede a ella a través de un puente peatonal ubicado sobre la Carrera 69.
Atiende la demanda de los barrios Marsella, Nueva Marsella, Hipotecho y sus alrededores.
En las cercanías están el Instituto Educativo Distrital Marsella, el Parque La Igualdad y el monumento a la Diosa de las Aguas (podría ser una de las Oceánidas).

## Origen del nombre
La estación recibe su nombre de los barrios ubicados alrededor, de las primeras zonas urbanizadas en la zona.

## Historia
Entre los años 2003 y 2004 fue inaugurada la Troncal de las Américas desde la estación de Distrito Grafiti, hasta la estación Transversal 86.
Durante el Paro nacional de 2019, la estación sufrió diversos ataques que afectaron de forma considerable las puertas de vidrio y demás infraestructura de la estación, razón por la cual no estuvo operativa por algunos días luego de lo ocurrido.
Durante el Paro nacional de 2021, la estación sufrió diversos ataques que afectaron de forma considerable las puertas de vidrio y demás infraestructura de la estación, razón por la cual se encontró inoperativa. Por ello se implementó un servicio circular como contingencia.

## Servicios de la estación

### Servicios troncales
| Tipo                                            | Rutas al Norte | Rutas al Oriente | Rutas al Occidente |
| ----------------------------------------------- | -------------- | ---------------- | ------------------ |
| Ruta fácil                                      |                | 5                | 5                  |
| Expresos lunes a sábado todo el día             | B28 C19        | M51              | F28 F19 F51        |
| Expresos lunes a viernes hora pico de la mañana | A61            |                  |                    |
| Expresos lunes a viernes hora pico de la tarde  |                |                  | F61                |

### Esquema
| ← Occidente |         |         |            |
| 5           | F19F61  | F28F51  | Carrera 69 |
| Vagón 3     | Vagón 2 | Vagón 1 | Puente     |
| 5           | A61C19  | B28M51  | Carrera 69 |
| Oriente →   |         |         |            |

### Servicios urbanos
Así mismo funcionan las siguientes rutas urbanas del SITP en los costados externos a la estación, circulando por los carriles de tráfico mixto sobre la Avenida de Las Américas, con posibilidad de trasbordo usando la tarjeta TuLlave:
| Código | Sector              | Dirección             | Rutas                                   |
| ------ | ------------------- | --------------------- | --------------------------------------- |
| 095A08 | F Estación Marsella | Av. Américas - KR 69B | A516K527L519 593 731 C1 T40             |
| 672A08 | F Estación Marsella | Av. Américas - KR 69B | A501A507A532C156H408                    |
| 061A07 | F Estación Marsella | Av. Américas - KR 69C | F408G507G516G519G527G532 593 731 C1 T40 |
| 061B07 | F Estación Marsella | Av. Américas - KR 69C | Sin rutas                               |

## Ubicación geográfica
| Noroeste: Kennedy                  | Norte: K El Tiempo - Cámara de Comercio de Bogotá | Nordeste: N Calle 11            |
| Oeste: F Américas - Avenida Boyacá |                                                   | Este: F Pradera - Plaza Central |
| Suroeste: Kennedy                  | Sur: G Venecia                                    | Sureste: N Av. Américas         |